# Alchemilla longidens
Alchemilla longidens é uma espécie de rosácea do gênero Alchemilla, pertencente à família Rosaceae.